# Victoria Mallory
Victoria Mallory, née Victoria Morales le 20 septembre 1948 en Virginie et morte le 30 août 2014, est une chanteuse et actrice américaine.

## Biographie
Elle s'est fait un nom à Broadway au début des années 1970 en jouant des rôles dans deux comédies musicales de Stephen Sondheim, Follies (1971-1972), puis A Little Night Music (1973-1974).